# 더글러스 애덤스
더글러스 노엘 아담스(Douglas Noel Adams, 1952년 3월 11일 ~ 2001년 5월 11일)는 영국의 각본가이자 소설가이다. 소설《은하수를 여행하는 히치하이커를 위한 안내서》의 작가로 널리 알려져 있다. 그 밖에 그는 드라마 시리즈 닥터 후의 대본을 쓰기도 하였으며, 《더크 젠틀리의 성스러운 탐정 사무소》, 《길고 어두운 영혼의 티타임》, 《마지막 기회라니》등의 책을 쓰기도 하였다. 또한, 《몬티 파이튼의 날아다니는 서커스》의 각본가이자 작가로 활동하기도 했다.